# Ludwikowo (województwo pomorskie)
Ludwikowo (dodatkowa nazwa w j. kaszub. Ludwikòwò; niem. Ludwigslust) – osada kaszubska w Polsce na Pojezierzu Kaszubskim położona w województwie pomorskim, w powiecie kościerskim, w gminie Kościerzyna.
Osada jest częścią składową sołectwa Częstkowo.
W latach 1975–1998 miejscowość należała administracyjnie do województwa gdańskiego.